# Calhandriz
Calhandriz is een plaats (freguesia) in de Portugese gemeente Vila Franca de Xira en telt 847 inwoners (2001).